# Возьнавесь
Возьнавесь (пол. Woźnawieś) — село в Польщі, у гміні Райґруд Ґраєвського повіту Підляського воєводства.
Населення — 531 особа (2011).
У 1975-1998 роках село належало до Ломжинського воєводства.

## Демографія
Демографічна структура станом на 31 березня 2011 року:
|          | Загалом | Допрацездатний вік | Працездатний вік | Постпрацездатний вік |
| -------- | ------- | ------------------ | ---------------- | -------------------- |
| Чоловіки | 259     | 50                 | 169              | 40                   |
| Жінки    | 272     | 41                 | 146              | 85                   |
| Разом    | 531     | 91                 | 315              | 125                  |